# Wybicko
Wybicko (deutsch Beiershorst) ist ein Weiler und Schulzenamt der Landgemeinde Stegna im Powiat Nowodworski der Woiwodschaft Pommern in Polen. Die Einwohnerzahl im Jahr 2012 betrug 175.

## Geographie
Das Dorf liegt 23 Kilometer nordwestlich von Elbląg (Elbing) und 30 Kilometer südöstlich von Danzig. Die Kreisstadt Nowy Dwór Gdański (Tiegenhof) liegt fünf Kilometer südöstlich, Stegna (Steegen) zehn Kilometer nördlich. Nachbarorte sind Szkarpawa (Scharpau) Świerznica (Kalteherberge) im Norden, Nowotna und Tujsk (Tiegenort) im Nordosten, Cyganek (Tiegenhagen) und der ehemalige Wohnplatz (Tiegerweide) im Osten, Mirówko (Mierauerwalde) im Südosten sowie Stare Babki (Altebabke) im Westen.
Die Landschaft gehört zum Żuławy Wielkie (Großes Marienburger Werder) im Żuławy Wiślane (Weichsel-Nogat-Delta). Der Ort liegt auf dem Westufer der Linawa (Große Linau), die auch teilweise die Südgrenze der Gemarkung bildet. Im Norden des Orts befand sich ein Altarm des Flusses die Alte Lake. Die Linawa mündet im Norden in die Szkarpawa (Elbinger Weichsel). Das Gebiet wird von zahlreichen Gräben durchzogen, an denen vor 1945 zahlreiche Entwässerungsmühlen arbeiteten.

## Geschichte

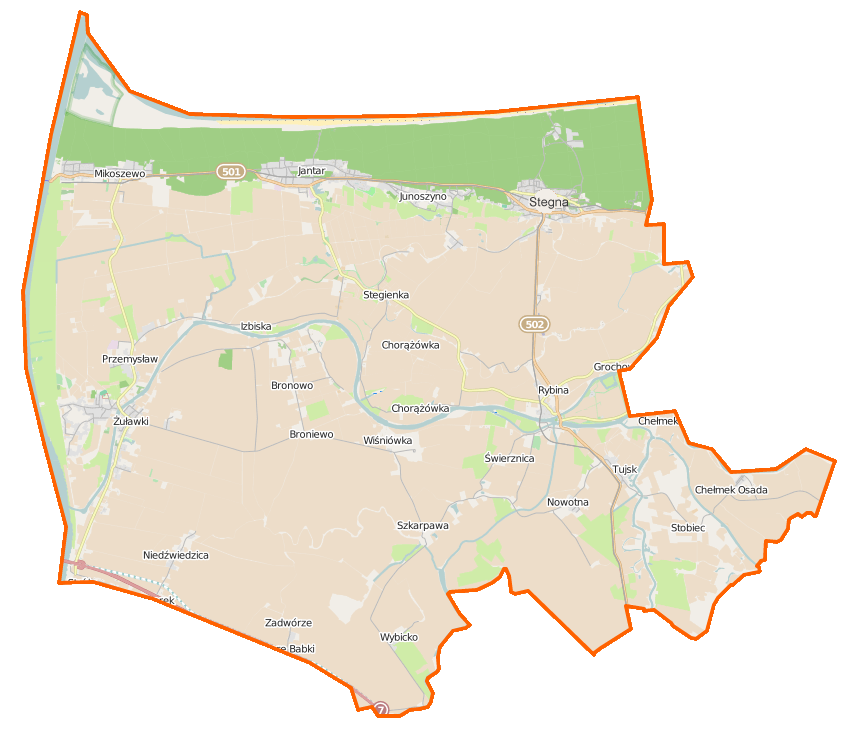
Karte der Landgemeinde

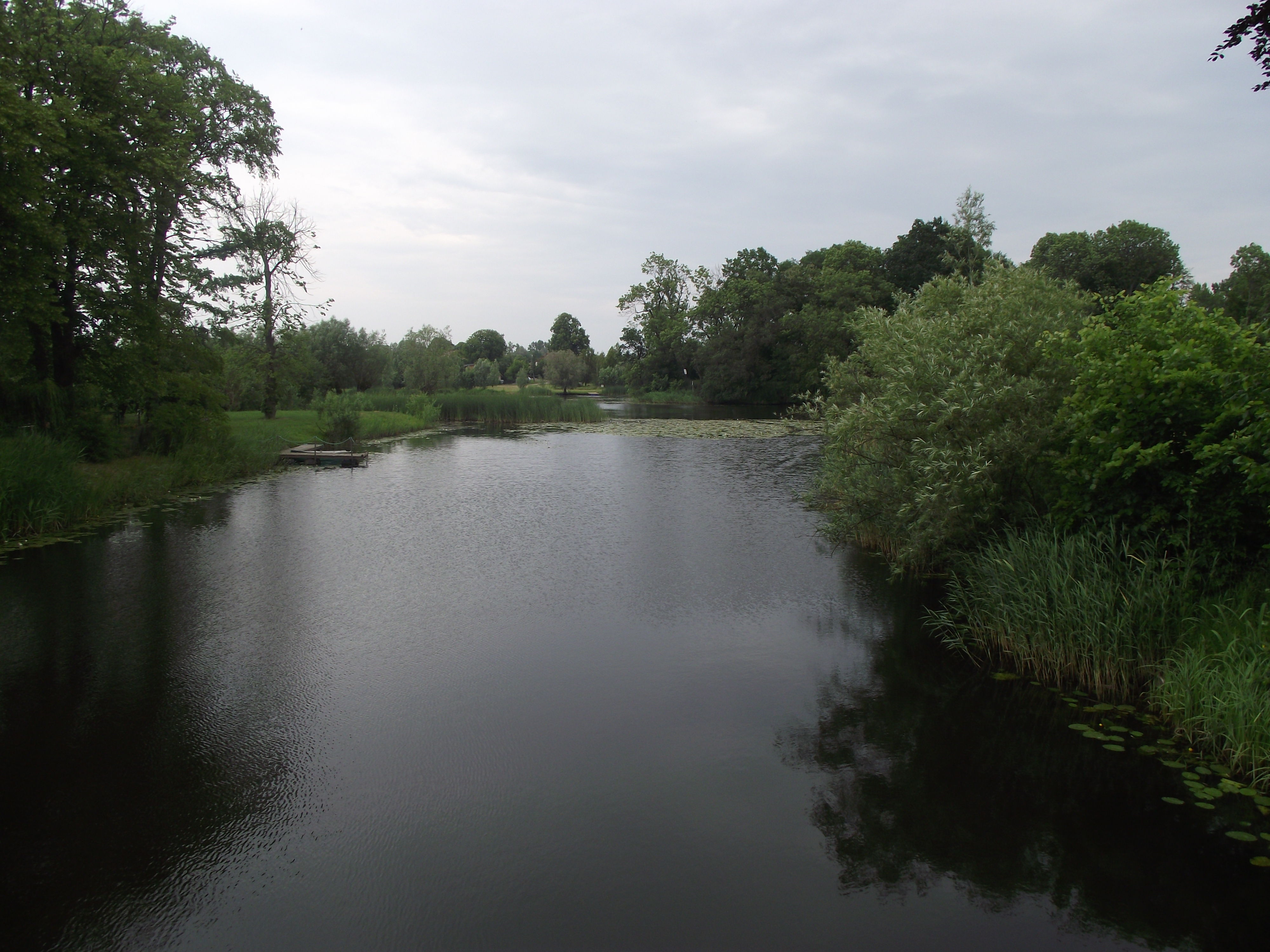
Die Linawa (Große Linau)

Das Gebiet des Orts gehörte zur Scharpau, dem Fischamt des Deutschen Ordens. Es kam 1454 mit Königlich Preußen vom Deutschordensstaat an die Woiwodschaft Marienburg des Königreichs Polen und wurde drei Jahre später von König Kasimir IV. an die Stadt Danzig verpfändet. Es ging später in den Besitz des Bischofs des Ermlands über, von dem es wiederum die Stadt Danzig 1530 erwarb. Beiershorst auch (Beyershorst und Beierhorst) wurde 1591 durch niederländische Siedler gegründet, die das Marschland eindeichten und trockenlegten. Lutheraner hatten ihre Pfarrkirche in Tiegenort, Katholiken waren bis 1912 nach Fürstenwerder und dann nach Bärwalde eingepfarrt. Die mennonitische Gemeinde in Bärwalde entstand nach der Teilung der Gemeinde im Großen Marienburger Werder im Jahr 1735. Im Jahr 1793 wurden in Beiershorst acht Familien, 1820 47 Mennoniten gezählt.
Mit der zweiten Polnischen Teilung wurden Beiershorst und die Scharpau 1793 von Preußen annektiert. Es war das einzige der ehemaligen Danziger Gebiete, das 1807 nicht zur Republik Danzig kam. Am 1. Januar 1874 wurde die Kreisordnung für die Provinz Preußen eingeführt, diese wurde vier Jahre später wieder in die Provinzen Ost- und Westpreußen geteilt. Am 25. April 1874 wurde der Amtsbezirk Ober-Scharpau aus zehn Landgemeinden und dem Gutsbezirk Küchwerder gebildet. Vor 1881 erfolgte die Umbenennung in Obere Scharpau. Die Zahl der Landgemeinden wurde 1894 auf acht verringert. Die ehemaligen Gemeinden Schwentenkampe und Susewald wurden mit der Landgemeinde Beiershorst vereinigt. Die Einwohnerzahl stieg von 125 (in 1820) auf 164 (1910) an. Sitz des Amtsgerichts war Tiegenhof.
Im Jahr 1900 wurde die Nachbarorte Tiegehof und Tiegenhagen an das Schmalspurbahnnetz der Westpreußischen Kleinbahnen AG – heute Żuławska Kolej Dojazdowa angeschlossen.
Der Amtsbezirk wurde gemäß den Bestimmungen des Friedensvertrags von Versailles am 10. Januar 1920 an die Freie Stadt Danzig abgetreten. Das Gebiet kam dort zum Landkreis Großes Werder (bis 1920 Landkreis Großer Werder). Nach dem deutschen Überfall auf Polen kam das Gebiet von 1939 bis 1945 zum Reichsgau Danzig-Westpreußen und in der Folge des Zweiten Weltkriegs an die Republik Polen. Die deutschen Ortsbewohner wurden vertrieben.
Der Ort gehört seit 1973 zur Landgemeinde Stegna. Die Landgemeinde war von 1954 bis 1972 in Gromadas aufgelöst. Von 1975 bis 1998 war der Powiat aufgelöst und Ort und Gemeinde kamen zur Woiwodschaft Elbing. Zum 1. Januar 1999 kam die Gemeinde zum Powiat Nowodworski der Woiwodschaft Pommern. Robert Gul wurde 2019 zum Sołtys des Schulzenamts (sołectwo) Wybicko gewählt.

## Einwohnerzahlen
1820: 125
1852: 140
1885: 105 und 27 & 38 in Schwentenkampe und Susewald
1905: 174
1910: 164

## Verkehr
Die Schnellstraße S7 nach Danzig verläuft südlich des Orts. Die Kleinbahn Żuławska Kolej Dojazdowa dient nur noch dem Tourismus. Der nächste internationale Flughafen ist Danzig.